# 설탕봉

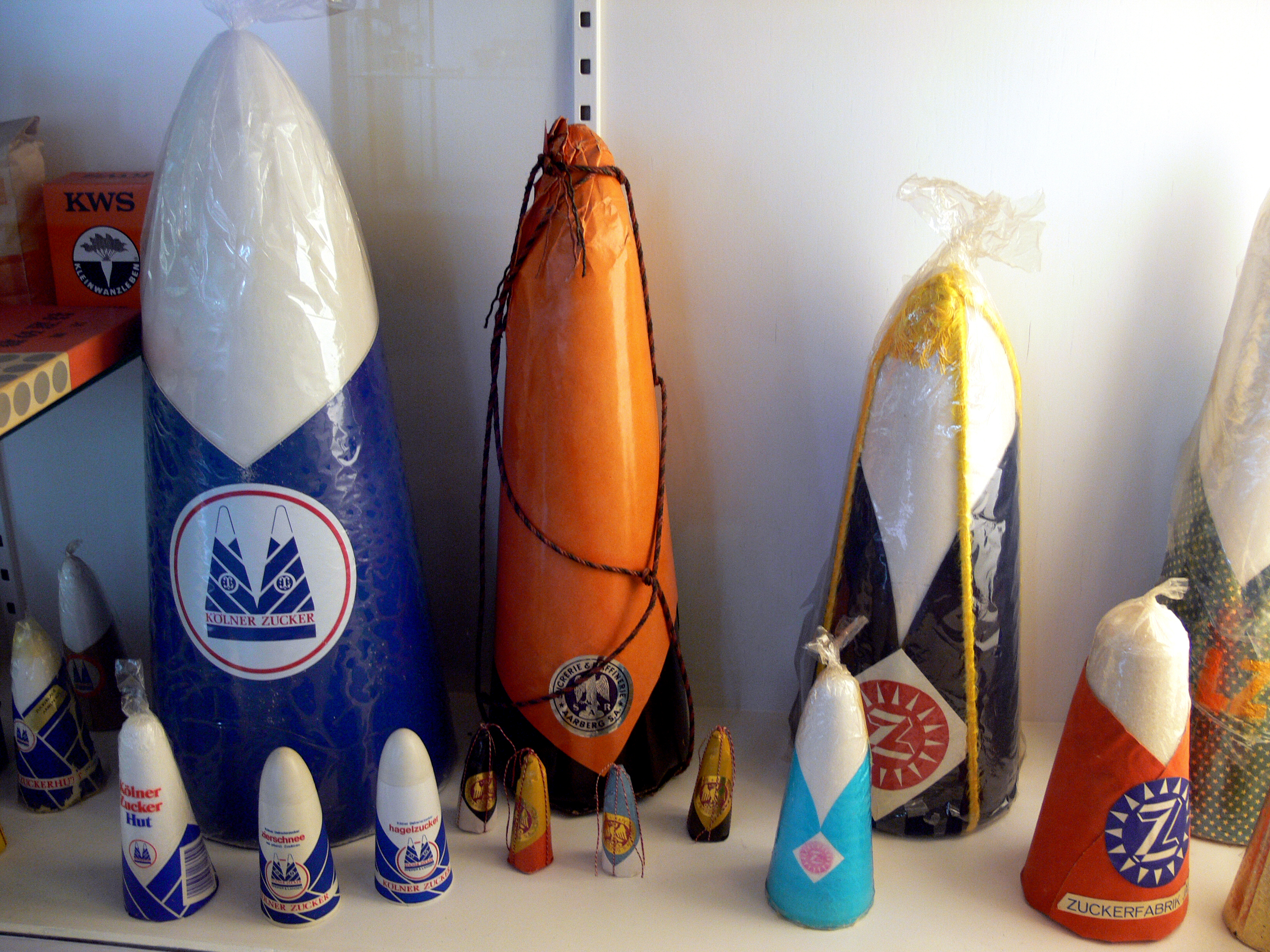

설탕봉(sugarloaf)은 19세기 말까지 가장 일반적이던 정제당 형태다. 가루설탕이나 각설탕이 발명되기 전 정제당은 이렇게 커다란 원뿔모양의 덩어리로 생산되어 그것을 자르고 부숴서 써야 했다.

## 같이 보기
- 재거리